# Grand Prix Formule 1 van Italië 1951
De Grand Prix Formule 1 van Italië 1951 werd gehouden op 16 september op het Autodromo Nazionale Monza in Monza. Het was de zevende race van het seizoen.

## Uitslag
| Pos. | Nr. | Coureur                        | Constructeur  | Rondes | Tijd / Oorzaak uitval | Grid | Punten |
| ---- | --- | ------------------------------ | ------------- | ------ | --------------------- | ---- | ------ |
| 1    | 2   | Alberto Ascari                 | Ferrari       | 80     | 2:42:39.3             | 3    | 8      |
| 2    | 6   | José Froilán González          | Ferrari       | 80     | +24.6                 | 4    | 6      |
| 3    | 40  | Felice Bonetto Giuseppe Farina | Alfa Romeo    | 79     | +1 Ronde              | 7    | 2 3S   |
| 4    | 4   | Luigi Villoresi                | Ferrari       | 79     | +1 Ronde              | 5    | 3      |
| 5    | 8   | Piero Taruffi                  | Ferrari       | 78     | +2 Rondes             | 6    | 2      |
| 6    | 48  | André Simon                    | Simca-Gordini | 74     | +6 Rondes             | 11   |        |
| 7    | 18  | Louis Rosier                   | Talbot        | 73     | +7 Rondes             | 15   |        |
| 8    | 24  | Yves Giraud Cabantous          | Talbot        | 72     | +8 Rondes             | 14   |        |
| 9    | 44  | Franco Rol                     | OSCA          | 67     | +13 Rondes            | 18   |        |
| DNF  | 38  | Juan Manuel Fangio             | Alfa Romeo    | 39     | Motor                 | 1    |        |
| DNF  | 50  | Jean Behra *                   | Simca-Gordini | 29     | Motor                 | 12   |        |
| DNF  | 46  | Robert Manzon                  | Simca-Gordini | 29     | Motor                 | 13   |        |
| DNF  | 20  | Louis Chiron                   | Talbot        | 23     | Ontsteking            | 17   |        |
| DNF  | 22  | Pierre Levegh                  | Talbot        | 9      | Motor                 | 20   |        |
| DNF  | 28  | Jacques Swaters                | Talbot        | 7      | Oververhitting        | 22   |        |
| DNF  | 34  | Nino Farina                    | Alfa Romeo    | 6      | Motor                 | 2    |        |
| DNF  | 26  | Johnny Claes                   | Talbot        | 4      | Oliepomp              | 21   |        |
| DNF  | 36  | Toulo de Graffenried           | Alfa Romeo    | 1      | Compressor            | 9    |        |
| DNF  | 16  | Peter Whitehead (coureur)      | Ferrari       | 1      | Magneet               | 19   |        |
| DNF  | 12  | Chico Landi                    | Ferrari       | 0      | Transmissie           | 16   |        |
| DNS  | 30  | Reg Parnell                    | BRM           | 0      | Niet gestart          | 8    |        |
| DNS  | 32  | Ken Richardson                 | BRM           | 0      | Niet gestart          | 10   |        |
| DNS  | 50  | Maurice Trintignant *          | Simca-Gordini | 0      | Niet gestart          | 12   |        |

* Jean Behra verving Maurice Trintignant in het geheim en droeg zelfs zijn helm, de laatste voelde zich namelijk onwel en startte de race niet hoewel hij wel de kwalificatie als 12de was geëindigd.

## Statistieken
| Pole-position | Juan Manuel Fangio | Alfa Romeo | 1:53.2 |
| Snelste ronde | Giuseppe Farina    | Ferrari    | 1:56.5 |

## Noot
- Dit was het debuut voor de Britse coureur Ken Richardson (die zich wel kwalificeerde maar niet mocht starten), voor de Braziliaanse coureur Chico Landi - de eerste Braziliaan in het Formule 1 Wereldkampioenschap - voor de Franse coureur Jean Behra en voor de Duitse coureur Hans Stuck (die zich echter niet kwalificeerde).
- Dit was de vijfde snelste ronde voor Giuseppe Farina.
- Dit was de eerste podiumplaats voor Felice Bonetto.

1921 · 1922 · 1923 · 1924 · 1925 · 1926 · 1927 · 1928 · 1931 · 1932 · 1933 · 1934 · 1935 · 1936 · 1937 · 1938 · 1947 · 1948 · 1949 · 1950 · 1951 · 1952 · 1953 · 1954 · 1955 · 1956 · 1957 · 1958 · 1959 · 1960 · 1961 · 1962 · 1963 · 1964 · 1965 · 1966 · 1967 · 1968 · 1969 · 1970 · 1971 · 1972 · 1973 · 1974 · 1975 · 1976 · 1977 · 1978 · 1979 · 1980 · 1981 · 1982 · 1983 · 1984 · 1985 · 1986 · 1987 · 1988 · 1989 · 1990 · 1991 · 1992 · 1993 · 1994 · 1995 · 1996 · 1997 · 1998 · 1999 · 2000 · 2001 · 2002 · 2003 · 2004 · 2005 · 2006 · 2007 · 2008 · 2009 · 2010 · 2011 · 2012 · 2013 · 2014 · 2015 · 2016 · 2017 · 2018 · 2019 · 2020 · 2021 · 2022 · 2023 · 2024 · 2025